# Mount Chapman
Mount Chapman är ett berg i Antarktis. Det ligger i Västantarktis. Inget land gör anspråk på området. Toppen på Mount Chapman är 2 715 meter över havet.
Terrängen runt Mount Chapman är huvudsakligen en högslätt. Mount Chapman är den högsta punkten i trakten. Trakten är obefolkad. Det finns inga samhällen i närheten.